# David Malcolm
David Malcolm, född 1952, är en brittisk litteraturvetare och översättare. Han är professor i engelsk litteratur och ansvarig för litteraturvetenskapliga avdelningen vid den engelska institutionen vid Gdańsks universitet. Han är därutöver översättare av främst polsk och tysk poesi och prosa. Hans översättningar har publicerats i USA, Österrike, Polen och Storbritannien. Dessutom skriver han recensioner för Times Literary Supplement.
Han är bosatt i Sopot i Polen.

## Utbildning
Malcolm blev Master of Arts med inriktning på engelska och tyska, särskilt talad tyska, vid universitetet i Aberdeen 1975. Sin filosofie doktorsexamen tog han i engelsk och tysk litteratur vid Londons universitet 1981 med titeln Contemporary and Radical Themes in George Eliot's and Theodor Fontane's Fictions under ledning av J. P. Stern. Han gjorde slutligen sin habilitation vid universitetet i Gdańsk 2001.

## Akademisk karriär
Efter doktorsexamen började han som examinator i engelska vid International Baccalaureate i Japan samt privatlärare åt den japanske prinsen Akishino. Han var assisterande professor i engelska vid Wroxton College, Fairleigh Dickinson University i New Jersey mellan 1978 och 1982 samt vid Tokyos universitet mellan 1982 och 1984. Därefter tog han vid som assisterande professor vid universitetet i Gdańsk mellan 1984 och 1988 och fortsatte vid Olivet College i Michigan mellan 1988 och 1994. Sin första professur erhöll han mellan 1994 och 1996 vid Teachers' Training College i Bydgoszcz, Polen. Han var gästprofessor vid universitetet i Tallinn mellan 1995 och 2001 samt professor i litteratur vid universitetet i Warmia och Mazuria i Olsztyn mellan 1998 och 2003. Dessutom var han gästprofessor vid det estländska institutet för humaniora (Eesti Humanitaarinstituut) vid universitetet i Tallinn 1995-2002. Sedan 1994 har han varit professor i engelsk litteratur vid institutionen för engelsk filologi vid universitetet i Gdańsk, samt har lett den litteraturvetenskapliga avdelningen där sedan 2004.